# Đồng nhiễm sắc tố
Đồng nhiễm sắc tố (Copigmentation) là hiện tượng trong đó sự nhiễm sắc tố do anthocyanidin gây ra được củng cổ bởi các flavonoid không màu được gọi là "đồng sắc tố" (copigments). Trong hiện tượng này có sự hình thành các liên kết không cộng hóa trị của phức hóa học.
Một ví dụ điển hình của đồng nhiễm sắc tố là màu sắc tím xanh của hoa xương bồ (hay còn gọi là diên vĩ Nhật Bản - Iris ensata).
Một phần của màu rượu vang có thể được hình thành do đồng nhiễm sắc tố can be due to the copigmentation phenomenon. Hiện tượng này cũng thấy trên quả mọng của Ampelopsis brevipedunculata.